# Ауста
Ау́ста (болг. Ауста) — село в Кирджалійській області Болгарії. Входить до складу общини Момчилград.

## Населення
За даними перепису населення 2011 року у селі проживали 206 осіб, з них 200 осіб (99,0%) — турки.
Розподіл населення за віком у 2011 році:
Динаміка населення: